# Ботусы
Ботусы (лат. Bothus) — род донных лучепёрых рыб из семейства ботовых (Bothidae) отряда камбалообразных (Pleuronectiformes), обитающих в прибрежных водах Тихого, Индийского и Атлантического океанов. Максимальная длина тела представителей рода от 15 (Bothus assimilis) до 51 см (Bothus mancus).

## Классификация
В род включают 17 видов:
- Bothus assimilis (Günther, 1862)
- Bothus constellatus (D. S. Jordan, 1889)
- Bothus ellipticus (Poey, 1860)
- Bothus guibei Stauch, 1966
- Bothus leopardinus (Günther, 1862)
- Bothus lunatus (Linnaeus, 1758)
- Bothus maculiferus (Poey, 1860)
- Bothus mancus (Broussonet, 1782)
- Bothus mellissi Norman, 1931
- Bothus myriaster (Temminck & Schlegel, 1846)
- Bothus ocellatus (Agassiz, 1831)
- Bothus pantherinus (Rüppell, 1830)
- Bothus podas (Delaroche, 1809)
- Bothus robinsi Topp & F. H. Hoff, 1972
- Bothus swio Hensley, 1997
- Bothus tricirrhitus Kotthaus, 1977
- Bothus ypsigrammus Kotthaus, 1977